# 1250
1250 (MCCL) fue un año común comenzado en sábado del calendario juliano.
Es el año 1250 de la era común y del anno Domini, el año 250 del segundo milenio, el año 50 del siglo XIII y el primer año de la década de 1250.

## Acontecimientos
- 6 de abril: en Egipto ―en el marco de la Séptima Cruzada―, los ayubíes capturan al rey francés Luis IX en la batalla de Fariskur.
- En la costa alemana sobre el mar Báltico, la ciudad hanseática Greifswald recibe el derecho municipal de Lübeck.
- Se crea el Imperio Inca.

## Nacimientos
- 15 de agosto: Mateo I Visconti, aristócrata y gobernante de Milán (f. 1322).

## Fallecimientos
- 13 de octubre: Federico II Hohenstaufen, emperador del Sacro Imperio Romano Germánico.
- Fibonacci (Leonardo Bigollo de Pisa), matemático italiano (n. 1170).
- 31 de agosto: santo Dominguito del Val (7), niño zaragozano asesinado, descanonizado en 1969.